# Астанинская агломерация
Астанинская агломе́рация (каз. Астана агломерациясы) — агломерация, включающая в себя город Астана, а также ряд административных районов Акмолинской области.

## География
НИПИ «Астанагенплан» был разработан проект «Межрегиональной схемы территориального развития Астанинской агломерации». Этим документом, принятым в ноябре 2015 года, были определены границы агломерации Астаны общей площадью 21,75 тысяч км², которые включают 127 населённых пунктов Аршалынского, Целиноградского и Шортандинского районов Акмолинской области, а также четырёх округов Аккольского района (Урюпинский сельский округ, Енбекский аульный округ, Кенесский сельский округ, Аккольская городская администрация). В указанных границах пригородной зоны проживало 196 тысяч человек, а в городе Астане — 814 тысяч человек. Плотность населения пригородной зоны Астаны составляла 9 чел. на км² (средняя плотность населения всего Казахстана около 7 человек на км²). Проектом развития агломерации предусмотрено, что к 2020 году ожидается рост населения агломерации до 1,2 млн человек, а к 2030 году — до более 1,5 млн человек.
В 2019 году, при разработке «Прогнозной схемы территориально-пространственного развития страны до 2030 года», было констатировано явное завышение территории Астанинской агломерации: «Необходимо пересмотреть существующие границы агломераций. К примеру, территории столичной (21,7 тыс. км²) и Алматинской (9,4) агломераций значительно превышают площадь территорий крупнейших агломераций в мире, таких как Токио (8,5), Чикаго (6,8), Шанхай (3,5), Сан-Паулу (3,2)». Данная проблема может быть решена в рамках реализации разработанного закона «О развитии агломераций», которым устанавливаются критерии того, что является агломерацией: «локальная система, состоящая из столицы или города республиканского значения или города областного значения (центра агломерации) с численностью населения свыше пятисот тысяч человек и расположенных вокруг него урбанизированных населенных пунктов, имеющих между собой повседневные трудовые, производственные, социально-культурные и иные связи, а также тенденцию к территориальному слиянию друг с другом». Одновременно даны критерии отнесения населённых пунктов к агломерации: населённый пункт должен находиться в географической близости центра агломерации и не менее 15 % трудоспособного населения участвует в ежедневной маятниковой миграции (туда и обратно) в центр агломерации.
В период пандемии коронавируса в 2020 году при установлении границы столичной зоны карантина следующие населённые пункты Акмолинской области были отнесены к столичной зоне карантина: Талапкер, Караоткель (Ильинка), Коянды, Косшы, Жибек-Жолы.

## Место Астанинской агломерации в системе расселения Казахстана
Основные положения Генеральной схемы организации территории Республики Казахстан (утверждены постановлением Правительства Республики Казахстан от 30 декабря 2013 года № 1434) определяют агломерации двух уровней: 1-го уровня — Астанинская, Алматинская и Шымкентская агломерации, как обладающие наибольшим потенциалом; а также агломерации 2-го уровня — Актюбинская и Актауская.

## Состав Астанинской агломерации
В территорию Астанинской агломерации входят город Астана (ядро агломерации), 3 района Акмолинской области (Аршалынский, Целиноградский, Шортандинский) и 4 округа Аккольского района Акмолинской области. К 2030 году на территории агломерации помимо существующего города Акколя планируется развитие 3 малых городов-спутников: 1) это объединение поселков Шортанды, Степное, Дамса, Научный в малый город; 2) второй малый город – Аршалы; 3) третий малый город в районе села Жалтырколь.
Значительную роль в структуре Астанинской агломерации играет город Косшы Акмолинской области.